# Kenotaf
Kenotaf ali lažni grob je simboličen grob, nagrobnik ali nagrobni spomenik, postavljen umrlemu ali padlemu v tujini ali neznano kje, ki je za preminulim postavljen v domovini.
Kenotafe so začeli postavljati že v Starem Egiptu in Stari Grčiji, ker so verovali, da rajni ne bo v miru počival, če ne bo po predpisih pokopan.